# Pyramide de Kukulcán
Pour les articles homonymes, voir El Castillo.
La pyramide de Kukulcán, également appelée El Castillo, est un monument précolombien situé dans l'État de Yucatán au Mexique à Chichén Itzá, un site archéologique classé au patrimoine mondial de l'UNESCO. 
Cette pyramide à degrés est un temple construit par les Mayas Itzá, en plusieurs étapes, de l'époque classique pour les substructures (entre 550  et   800) à l'époque postclassique pour la partie actuellement visible (entre 1 050  et   1 300), en l'honneur de Kukulkan, le dieu serpent à plumes d'origine toltèque. C'est l'un des monuments mexicains précolombiens les plus connus.

## Description
D'une hauteur de 30 mètres (à peine 8 mètres de plus que la pyramide du Louvre), elle est d'une taille modeste par rapport aux grandes constructions mésoaméricaines comme la pyramide de Tikal (47 m) ou la pyramide du Soleil de Teotihuacán (65 m). Elle possède toutefois des propriétés architecturales distinctives : son style synthétisant l'architecture toltèque et maya ; un écho déformant l'applaudissement en un son similaire au battement des ailes du quetzal, dans l'alignement de l'escalier nord-nord-est ; des alignements astronomiques produisant des jeux d'ombre (notamment aux équinoxes et au solstice d'été) évoquant l'ondulation du corps d'un serpent descendant le long des marches de l'escalier nord ; le symbolisme numérique de sa composition architecturale lié aux différentes périodes du calendrier maya ; le nombre total de marches sur les quatre côtés s'élève à 365, ce qui indique le lien avec le calendrier solaire.

## Cénotes
La pyramide de Kukulcán est construite sur un cénote, lui-même au centre approximatif d'un quadrilatère de quatre cénotes situés aux points cardinaux : au nord le cénote Sacré (en), à l'ouest le cénote Holtun, au sud le cénote Xtolok et à l'est le cénote Kanjuyum.

## Explorations 2016-2019
Les deux pyramides intérieures emboîtées donnent de premiers résultats en 2019,.

## Culture populaire
Le dessinateur Hergé s'est inspiré de la pyramide de Kukulcán pour dessiner sa pyramide « paztèque » au pays fictif du San Theodoros, apparaissant dans Tintin et les Picaros et notamment sur la couverture de l'album.